# Teorem (1968.)
Teorem (tal. Teorema) je talijanska egzistencijalna drama iz 1968. koju je režirao Pier Paolo Pasolini. Film je alegorija bez jasne priče koji govori o tajnovitom posjetitelju koji će razoriti bogatu obitelj buržoazije. Pasolini je po prvi put radio s profesionalnim glumcima te je kasnije proširio film u roman.

## Filmska ekipa
Režija: Pier Paolo Pasolini
Glume: Silvana Mangano (Lucia, majka), Terence Stamp (Posjetitelj), Massimo Girotti (Paolo, otac), Anne Wiazemsky (Odetta, kćerka), Laura Betti (Emilia, sluškinja) i dr.

## Radnja
Milano. Neki novinar pita prolaznike na cesti što misle o buržoaziji. Jedan industrijski kompleks je prazan. Lucia i Paolo su bogati sredovječni par koji žive u raskošnoj vili s kćerkom Odettom, sinom Pietrom i sluškinjom Emilijom. Jednog dana dobivaju telegramom obavijest da će ih posjetiti tajnoviti mladić. Stranac se pojavi i probudi nagone u obitelji. Tijekom sljedećih dana ima spolni odnos sa sinom, sluškinjom, kćerkom i Lucijom, te i sa samim Paolom. Iako ga oni mole da ostane, on nestane jednako tajnovito kao što se i pojavio. Nakon toga obitelj zapada u krizu te se svi ukućani promijene. Sluškinja napušta vilu i vraća se u svoje rodno mjesto gdje počne lebdjeti iznad kuće, stvarajući religiozni događaj za stanovnike koji ju počnu smatrati sveticom. Zakopa se u zemlju, osim glave, a njene suze na tlu formiraju lokvu. Natrag u vili, Odetta je pala u komu i ostala ležati u krevetu. Lucia počinje s autom tražiti mladiće s kojima bi imala afere, a sin je postao umjetnik. Paolo biva viđen na željezničkoj stanici bez odjeće, potpuno gol, prije nego što se pojavi negdje gol usred pustinje.

## Nagrade
- Nominacija za Zlatnog lava u Venecijskom filmskom festivalu (osvojena nagrada za najbolju glumicu Laura Betti).

## Zanimljivosti
- U filmu se izgovaraju samo 923 riječi – dakle, samo 8 u minuti.

## Teme i analiza
Priča filma je simbolična i apstraktna. Likovi se mijenjaju dolaskom tajnovitog stranca po ovim fazama; “zavođenje”, “priznanje” te ”transformacija”. Po nekim interpretacijama, stranac je simbol za ljubav ( ili Boga ) koja dolazi u živote hladnih života buržoazije. Kada stranac nestane, ukućani shvate da ima nešto više u životu od skupljanja novca i potrošačkog društva, neki ideal, te padnu u apstinencijsku krizu. Ukućani s vremenom izgube razum dok se sluškinja, pripadnica radne klase, uzvisi u svetkinju. Buržoazija je izgubila smisao za život – ona razumije problem te je zapala u krizu, ali nije uspjela riješiti ga. S druge strane, Enzo Siciliano jednostavno pretpostavlja da Pasolini izražava svoj unutarnji sukob zbog svoje homosekslualnosti, dok Mauriio Viano analizira da Pasolini želi predstaviti filmsku teoriju i sposobnost filma da vrši interakciju s gledateljom. Pasolini, inače zadrti Marksist, je izjavio da stranac predstavlja “natprirodno biće”, nešto neizrecivo, a igra se i s teorijom Sigmunda Freuda i podsvijesnim. 

## Kritike
"Teorem" je polarizirao kritiku. Jedni su ga odbacili kao nategnutu i apstraktnu ludost, dok su ga drugi hvalili kao uzvišeno, intelektualno djelo umjetnosti. Tako je nezadovoljni Christopher Null u svojoj recenziji utvrdio: "Teorema" se prevede kao "Teorem" na talijanskom, i to je mlaka metafora za ovaj šašavi eksperimentalni film autora Piera Paola Pasolinija...Je li sirovi format gotovo bez priče i bez dijaloga umjetnička izjava, ili samo izgovor od čovjeka koji ne zna što da kaže? Istina je vjerojatno negdje između. To je iskren eksperiment, ali je jednostavno previše tup da bi bio uspjeh, te previše podgrijan (da ne spomenem ofrcano sastavljen) da bi ostavio utisak na bilo koga osim na najodanijeg obožavatelja Pasolinija", kao i Dan Callahan koji je prigovarao jer: "Svatko će se smijati Pasolinijevoj pretencioznoj, bezličnoj, snovitoj besmislici. Trebao je to biti napad na buržoaziju, no bilo kojih 5 minuta bilo kojeg Bunuelovog filma bi zasjenilo "Teorem"...Kao film, "Teorem" je precijenjen i idiotski. Kao umjetnička isprika za ljubitelje tijela Terencea Stampa, je podnošljiva".
S druge strane, Roger Ebert je hvalio film: "Ova recenzija "Teorema" će biti zaustavljen čin. Ne osjećam se spreman pisati o ovom misterioznom filmu; možda, za tjedan dana kasnije, ću zaključiti da je vrlo loš neuspjeh. No možda je najbriljantniji film do sada jednog čudnog redatelja, Piera Paola Pasolinija, koji je marksisit i ljubitelj Freuda...Za moj pojam "Teorem" je neka vrsta sliva, film izvan svojeg vremena, film za koji nas ništa nije pripremilo, no film koji će se za par godina smatrati prekretnicom poput kod mladog Godarda. Nijedan od ovih komentara, kao što vidite, indiciraju da je imam i najmanjeg pojma o tome što da mislim o ovom filmu. Ili bolje rečeno, mislim na previše stvari; da je film perverzno težak, da je iskren, da je smiješan, da ima snagu podsvijesne razine ostati u vašem pamćenju dugo nakon što ga odbacite...Ovo je film koji treba dodatno razmišljanje. Želim ga vidjeti opet i shvatiti ga". Film je hvalio i Dennis Schwartz: "Pasolini je ekscentrični filmaš, komunist, pjesnik i homoseksualac čija intenzivna ostvarenja predstavljaju idealizam Marksizma i Krista...Ovo je čarobno lirsko djelo o neizrecivom koje je teško probaviti ali koje je iskreno, srdačno, duboko osobno i uglavnom zabavno. To što spaja tako puno tema u pozivu na jedinstvo, čini ga bizarnim filmom - čak i Pasolinija".

## Vanjske poveznice
- Teorem u internetskoj bazi filmova IMDb-a
- Recenzije na Rottentomatoes.com
- Analiza filma  Arhivirana inačica izvorne stranice od 3. ožujka 2016. (Wayback Machine)